# Frogger 2 (jeu vidéo, 2008)
Frogger 2 est un jeu vidéo et suite du jeu d'arcade d'origine. Il est sorti sur Xbox Live Arcade pour la Xbox 360 le 11 juin 2008. C'est le troisième jeu à s'appeler Frogger 2, les autres étant Frogger II: ThreeeDeep! et Frogger 2: Swampy's Revenge.

## Système de jeu
Dans Frogger 2, le joueur contrôle une grenouille devant traverser quinze niveaux répartis sur cinq environnements distincts, tels que des forêts, des rivières et des zones volcaniques. Chaque niveau propose des obstacles variés à éviter, comme des serpents, des abeilles ou des plateformes mobiles, tout en ramassant des pièces et des notes de musique. Les pièces permettent d'obtenir des vies supplémentaires, tandis que les notes débloquent des zones secrètes riches en récompenses.
Le jeu reprend les mécaniques classiques de la franchise, notamment le franchissement de rivières sur des troncs flottants, tout en intégrant des éléments modernes, comme la possibilité de sauvegarder à tout moment et de changer la couleur de la grenouille. Des boss viennent ponctuer certains niveaux pour ajouter un défi supplémentaire.
Malgré une esthétique colorée et un gameplay accessible, le titre souffre de défauts techniques, notamment une détection de collision imprécise et des contrôles parfois capricieux, qui compliquent les séquences exigeant une précision millimétrée. Enfin, Frogger 2 propose également un mode multijoueur en ligne, permettant de s’affronter dans des courses ou des défis à quatre joueurs sur des cartes spécifiques,.

## Accueil
Sur Metacritic, le jeu détient un score de 37/100 sur la base de 12 avis, indiquant "des avis généralement défavorables". Sur GameRankings, le jeu obtient un score de 34,58% basé sur 12 avis.

## Voir également
- Frogger II: ThreeeDeep!
- Frogger 2: La vengeance de Swampy